# Ca' d'Oro
La Ca' d'Oro è un noto palazzo di Venezia, situato nel sestiere di Cannaregio e affacciato sul Canal Grande, la cui denominazione deriva dal fatto che in origine alcune parti della facciata erano ricoperte d'oro, rifinitura che faceva parte di una complessa policromia, oggi scomparsa, ritenuta uno dei massimi esempi del gotico fiorito veneziano. Dal 1927 è adibito a museo come sede della Galleria Franchetti.
Dal dicembre 2014 il Ministero per i beni e le attività culturali la gestisce tramite il Polo museale del Veneto, nel dicembre 2019 divenuto Direzione regionale Musei.

## Storia

### Il committente Marino Contarini
La storia di questa fabbrica trova le sue origini in Marino Contarini, personalità appartenente ad una ricca famiglia dogale, anche se più abile mercante che politico. Contarini sposò molto giovane Soradamor Zeno, la cui famiglia possedeva una vasta proprietà sul Canal Grande, presso il confino di Santa Sofia, comprendente anche una costruzione di dimensioni tali, da essere definita Domus Magna. A seguito di un litigio familiare, il Contarini dovette comperare il manufatto dalla famiglia Zeno, senza utilizzare la dote della moglie.
Dopo la morte della moglie, il Contarini iniziò un'ambiziosa opera di completa ristrutturazione dell'antico edificio: nel 1421 il Contarini contattò allora il milanese Matteo Raverti e l'anno successivo i veneziani Giovanni e Bartolomeo Bono, anche se i lavori iniziarono solamente nel 1424.
Il committente trattò per anni con le maestranze lombarde e venete, tanto che alcuni sostengono che a Marino Contarini si deve la fisionomia finale del palazzo. A Marino Contarini si può in particolare addebitare la decisione di conservare alcune reminiscenze dell'edificio precedente: il portico sull'acqua deve essere molto simile, per lo meno planimetricamente, a quello del palazzo precedente, mentre due fregi duecenteschi, rimessi in opera in verticale, sono sicuramente appartenenti al palazzo degli Zeno. Alcune incoerenze costruttive si devono certamente alle volontà del Contarini: le colonnine tortili, che corrono lungo i due spigoli della facciata creando un cordone, non legano però con il coronamento; inoltre la mezzeria dell'edificio, segnata dai tre pinnacoli più alti del coronamento, non coincide con l'apparente mezzeria della facciata, sottolineata dai fregi verticali posti a destra delle logge.

### Le maestranze lombarde e venete
Nel cantiere veneziano lavorarono contemporaneamente due diverse botteghe, la cui impronta è riconoscibile nella varietà degli apparati decorativi: quella guidata da Matteo Raverti, nella quale erano attive maestranze provenienti dal comasco, e quella guidata da Giovanni Bono e dal figlio Bartolomeo, composta quasi esclusivamente da maestranze venete. Anche se le due botteghe lavorarono contemporaneamente, alcune incongruenze negli apparati decorativi fanno pensare che esse operassero per lo più separate, anche se dirette dal programma di massima del committente.
Matteo Raverti era noto per lo più per aver lavorato nel cantiere del Duomo di Milano, in cui realizzò numerose sculture di pregio, in particolare quella di San Babila. Già nel 1410 si trovava probabilmente a Venezia, dove lavorò alla decorazione della facciata del Palazzo Ducale e al coronamento della Cappella Ducale. Sempre a lui sono attribuite alcune sculture presenti in diverse chiese veneziane, oltre alla tomba Borromeo nella chiesa di Sant'Elena, purtroppo andata perduta. Giovanni e Bartolomeo Bono lavorarono con la loro bottega come costruttori e scultori in numerose fabbriche veneziane, anche se il lavoro più noto fu sicuramente la facciata di Palazzo Ducale nella quale si adoperarono insieme ad altri maestri, in particolare viene a loro attribuita la Porta della Carta. Pregevoli opere di Bartolomeo sono anche i portali delle chiese di Santa Maria dell'Orto e dei Santi Giovanni e Paolo.
Nel cantiere della Ca' d'Oro lavorò pure un noto pittore francese che visse a lungo a Venezia, Zuanne de Franza, che nel 1431 venne incaricato di rafforzare con il colore i marmi e le pietre, e di sottolineare ogni elemento con l'oro, il rosso, il blu e il nero. Del suo lavoro oggi non rimane più nulla, cancellato dal logorio del tempo o dai restauri. Al pittore venne affidato anche il compito di decorare tre sale interne, ma anche questo lavoro è andato perduto.

### L'opera del barone Franchetti

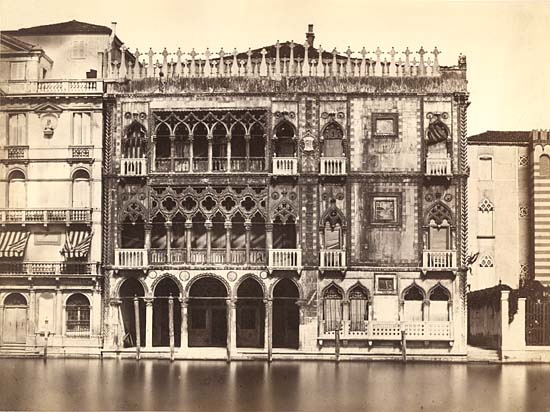
La facciata nell'Ottocento, dopo i lavori di Giovanni Battista Meduna

Il manufatto rimase di proprietà della famiglia Contarini sino alle nipoti di Marino, dopodiché subì numerosi cambi di proprietari, che operarono numerosi rifacimenti delle suddivisioni interne e vari altri rimaneggiamenti. L'edificio fu inoltre ampliato con l'acquisizione di alcuni fabbricati sul retro e di alcune stanze nell'edificio di fianco. A metà Ottocento l'edificio venne quindi restaurato dell'ingegner Giovanni Battista Meduna per volere del proprietario di allora, Alessandro Trubetzkoi, ma subì un ulteriore restauro pochi anni dopo a seguito di un nuovo cambio di proprietà.
Sul finire dell'Ottocento la casa divenne proprietà del barone Giorgio Franchetti, a seguito di un notevole esborso di 170.000 lire: il barone volle intraprendere un attento restauro filologico dell'edificio, tentando di riportarlo il più possibile vicino alla morfologia quattrocentesca, ma nel 1916 Franchetti stipulò con lo Stato Italiano un accordo nel quale si impegnò a cedere il palazzo al termine dei lavori in cambio della loro copertura finanziaria. Questi restauri furono piuttosto scrupolosi, anche se non poterono, ovviamente, restituire il palazzo nel suo aspetto originario, inoltre alcune parti sono delle ricostruzioni difficilmente giudicabili, in particolare la scala del cortile e il portale che fa da ingresso sul rio. Tra i lavori che fece eseguire vi fu pure la demolizione di sovrastrutture in facciata, la riapertura delle finestre quadrate, e la realizzazione ex novo dei pavimenti con disegni ispirati a quelli originali perduti. Il barone fece collocare all'interno alcune opere d'arte appartenenti alla sua collezione, era infatti nel suo volere che l'edificio divenisse un museo, perdendo la sua funzione di abitazione civile. Dopo la sua morte, avvenuta nel 1922, furono quindi conclusi i lavori di restauro e il 18 gennaio 1927 venne inaugurata la Galleria che prende il suo nome.

## Descrizione

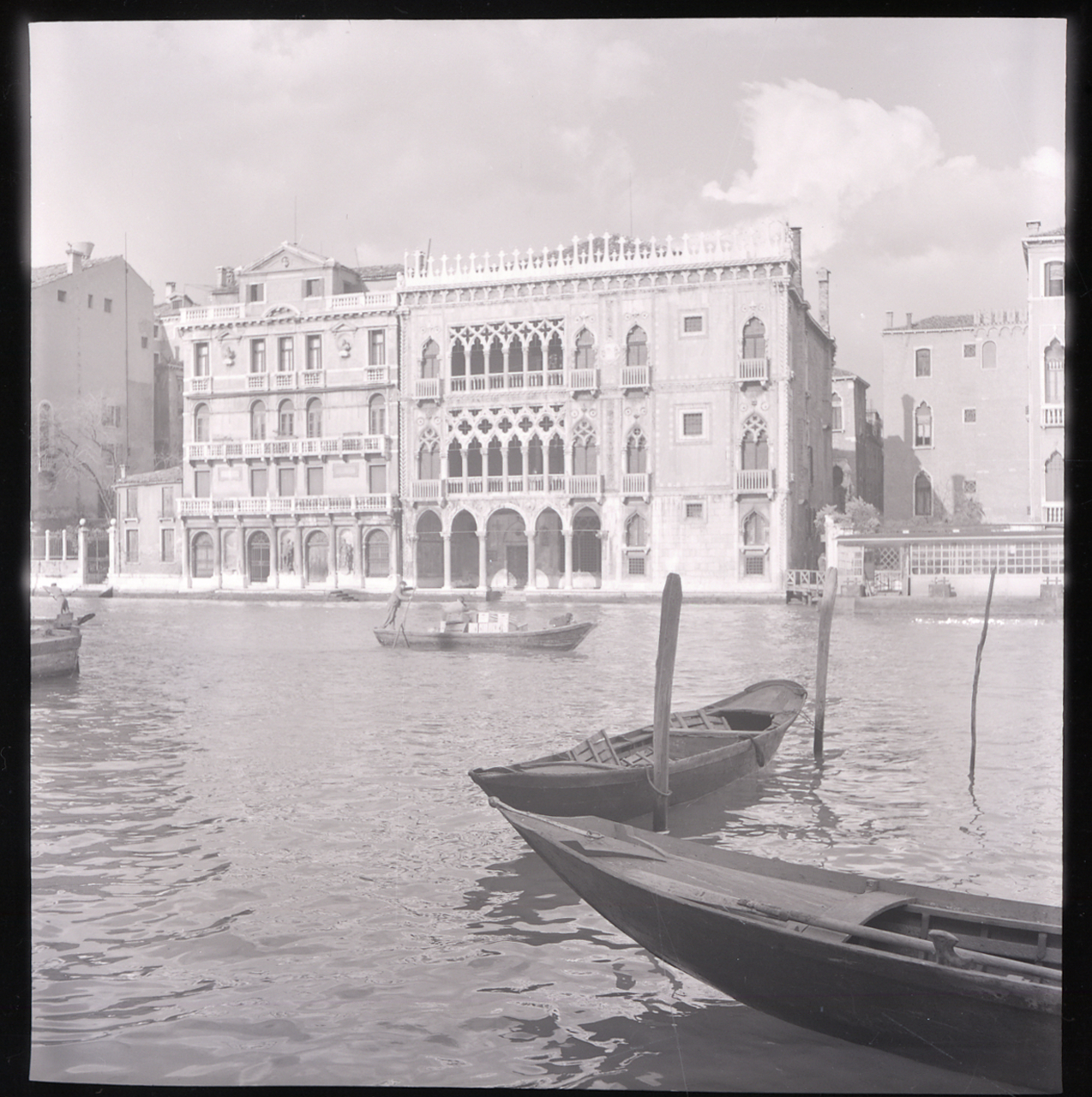
Il palazzo visto dal lato opposto del Canal Grande in una foto di Paolo Monti del 1970

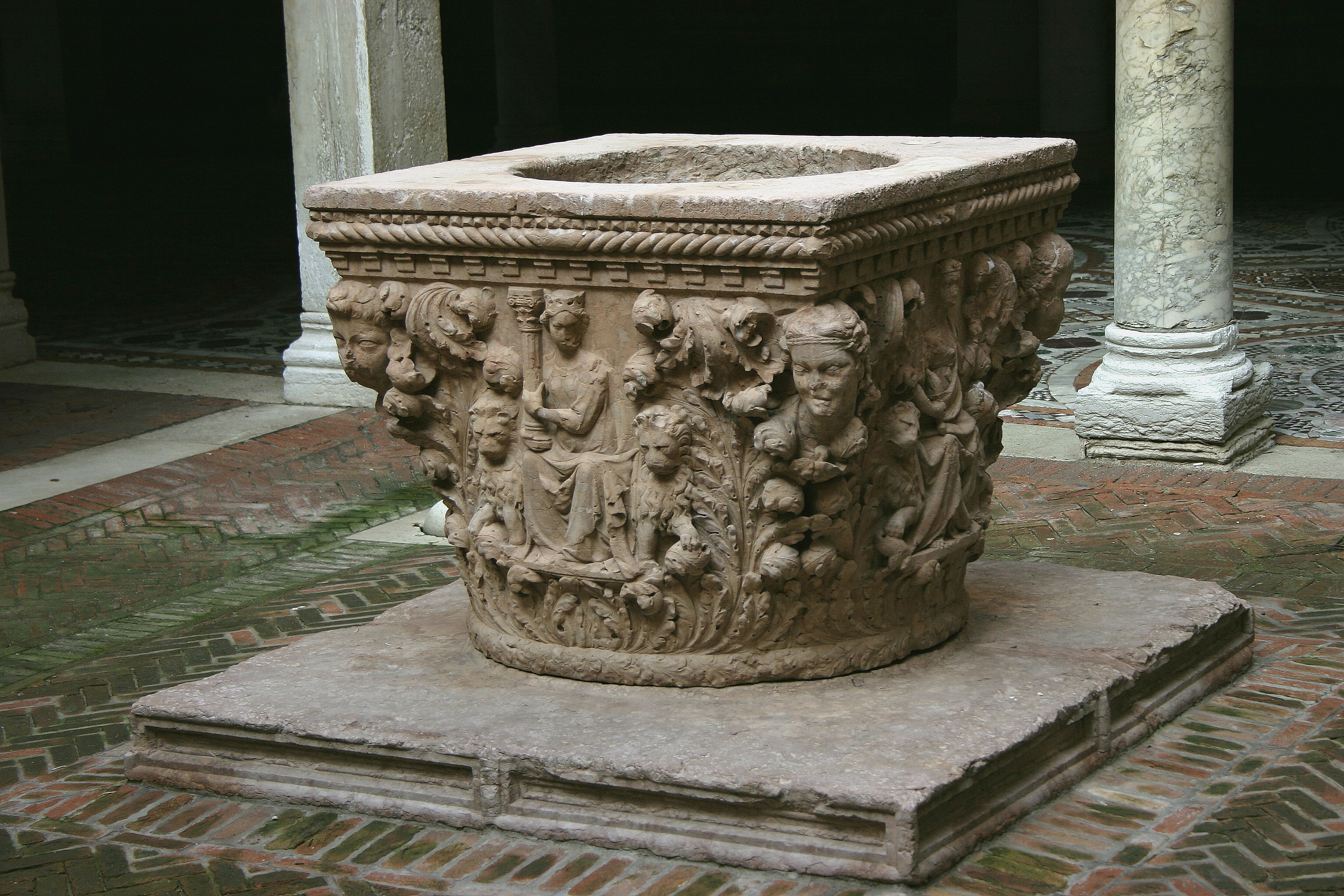
Vera da pozzo rinascimentale, in marmo broccatello, nel cortile interno

L'assetto planimetrico della fabbrica non si discosta eccessivamente da quello della tipica casa-fondaco dei patrizi veneziani. La vistosa asimmetria dell'impianto è determinata dalla prassi costruttiva dell'epoca che prevedeva il riutilizzo delle fondazioni dell'edificio precedente, senza amplianti nei lotti adiacenti. In questo caso anche il mantenimento della corte interna e della cisterna in essa scavata è determinante per l'assetto planimetrico, poiché ha vincolato la pianta ad articolarsi a forma di C attorno ad una corte scoperta, al centro della quale è posizionata la grande vera da pozzo in marmo broccatello di Verona, realizzata da Giovanni e Bartolomeo Bono nel 1427, i quali vi scolpirono su tre lati, tra un ricco fogliame, le allegorie femminili della Giustizia, della Fortezza e della Carità. Come consueto nelle dimore veneziane, alle ampie logge della facciata corrispondono internamente dei lunghi saloni, detti portego, che attraversano l'edificio in tutta la sua profondità.
Palazzo Ducale, che era ancora in fase di ultimazione durante la costruzione della Ca' d'Oro, fu sicuramente un riferimento progettuale importante: la moltiplicazione delle aperture nei loggiati ai piani nobili rispetto al portico al pian terreno secondo un rapporto 1 a 2 e le merlature che chiudono superiormente la facciata derivano, almeno come idea costruttiva, sicuramente dalla più importante fabbrica veneziana dell'epoca. Se il portico del pian terreno ricorda molto quello della duecentesca ca' da Mosto, le esafore dei piani superiori, ma anche la quadrifora del pian terreno, furono delle reinterpretazioni personali del Raverti e dei Bono della loggia del Palazzo Ducale.

### Facciata

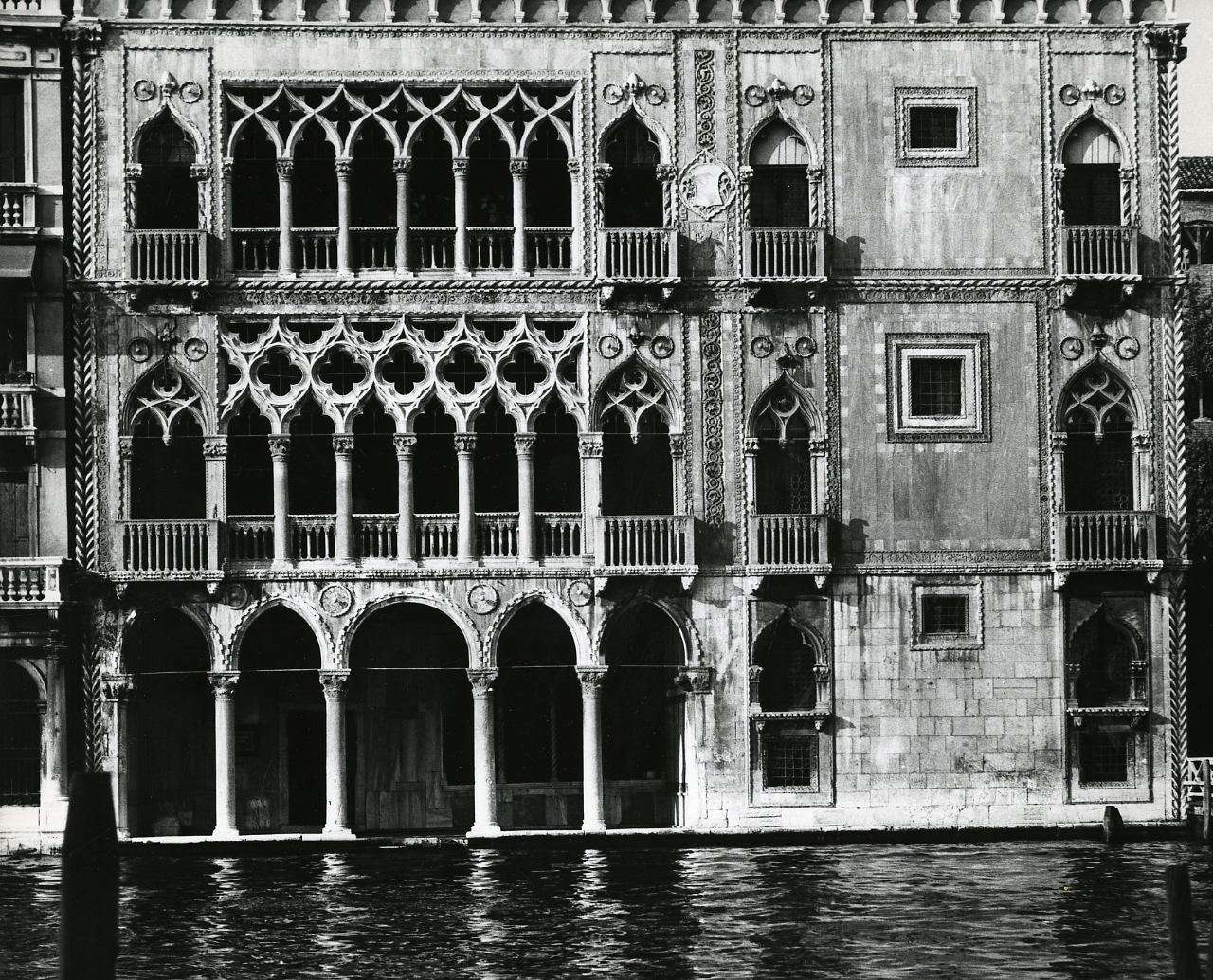
Particolari della facciata in una foto di Paolo Monti del 1977

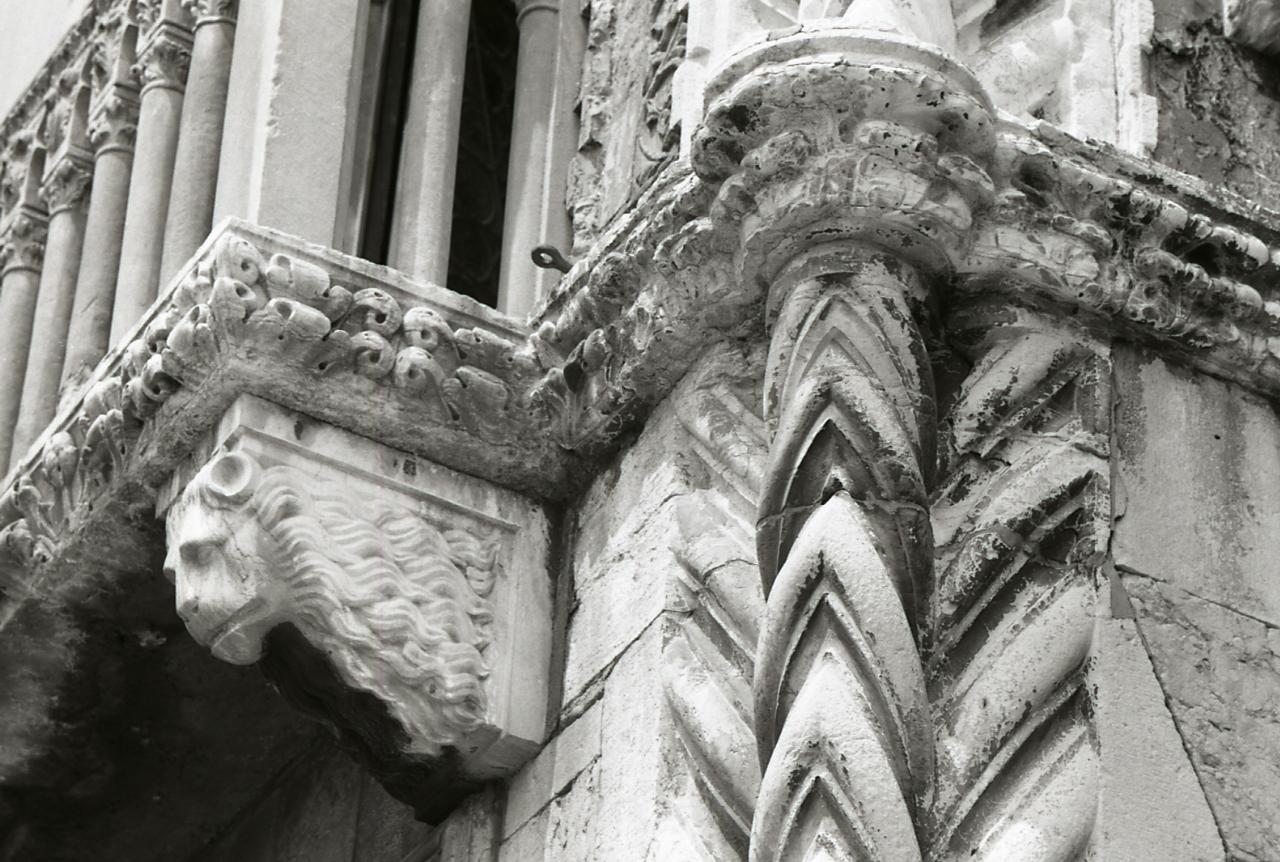
Particolare dell'angolo. Foto di Paolo Monti, 1969

La facciata si caratterizza per la marcata asimmetria tra la parte sinistra, in cui si sovrappongono tre fasce traforate (portico per l'attracco delle barche al piano terra e loggiati ai piani superiori), e l'ala destra, in cui prevale la muratura rivestita di marmi pregiati con singole aperture quadrate isolate; la causa di tale specificità è da attribuirsi alle ridotte dimensioni del lotto, che non hanno permesso la realizzazione dell'ala sinistra dell'edificio. Tra la parte sinistra e quella destra della facciata è stato inserito un fregio proveniente dalla precedente abitazione dei Zeno. L'unico elemento che da continuità alla facciata, condizionandola e dominandola, è il grande cornicione con la soprastante merlatura. A chiuderla ai lati sono presenti triple colonnine tortili che formano come dei codoni sugli spigoli della facciata, completamente slegati però dal coronamento.
Il portico al pian terreno è aperto con cinque grandi archi sull'acqua, con quello centrale dilatato rispetto agli altri, tanto da risultare a sesto ribassato, riprendendo i portici di origine bizantina. Esso è una reminiscenza della duecentesca casa degli Zeno, e non presenta nessuna novità di rilievo. Tra il portico sull'acqua e quello interno si trova una quadrifora di notevole interesse, opera di Giovanni Bono: doppie colonne tortili separano le aperture; in asse con le colonne, sopra di esse, dei trafori a croce; sull'estradosso degli archi delle aperture due quadrilobi. Al piano superiore la loggia del Reverti, composta da un'esafora che risulta invece essere una novità per l'epoca, in quanto sopra i quadrilobi, in asse con i vertici degli archi delle aperture, troviamo dei semiquadrilobi, con i quali il Raverti ottenne un vivo effetto chiaroscurale, esasperato dalle modanature. I capitelli delle colonne con foglie grasse che salgono a spirale vengono reinterpretati in modo inedito rompendo la classica simmetria veneziana coeva. Perfino le balaustre tra le colonne hanno un spiccato spirito decorativo. La loggia dell'ultimo piano è composta da un’ulteriore esafora con dei trafori a croce in asse con le colonne, proprio come nella quadrifora del piano terreno, anche se in questo caso troviamo un semiquadrilobio in asse con i vertici degli archi delle aperture in luogo dei due quadrilobi.

### Pavimento marmoreo

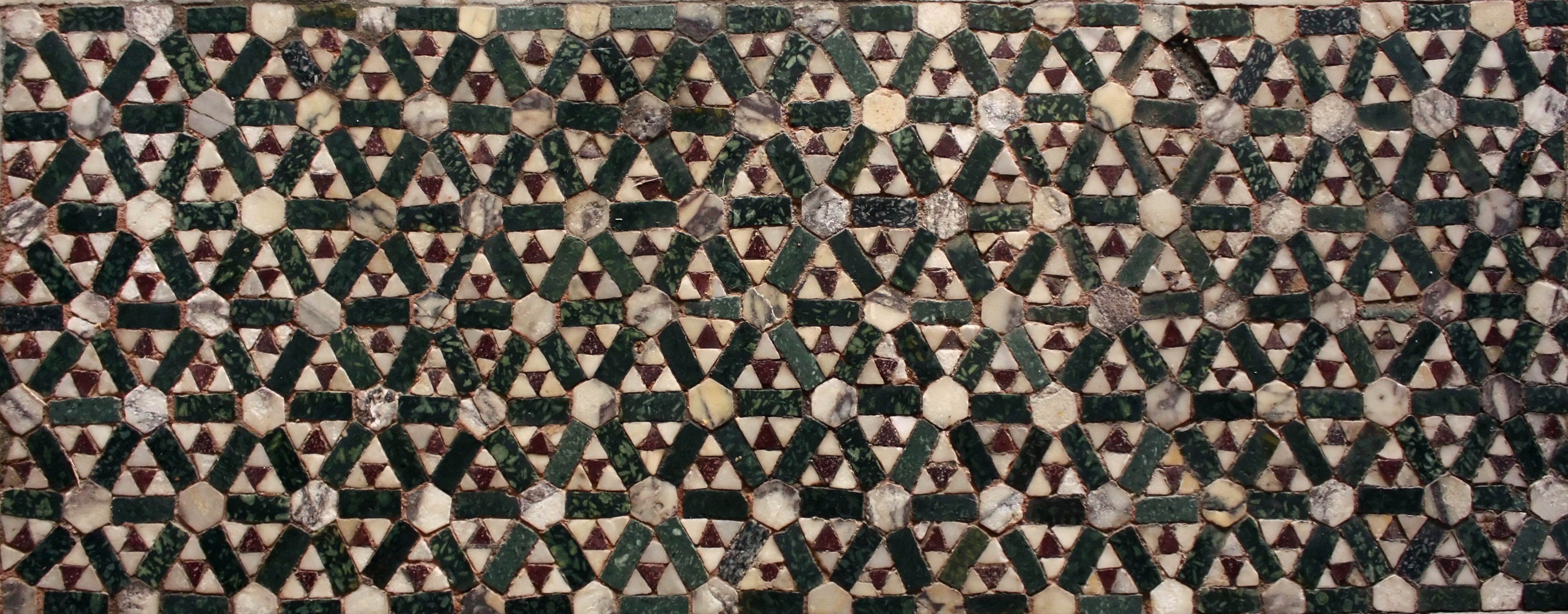
Pavimento marmoreo

Durante i lavori intrapresi da Giorgio Franchetti venne realizzato il pavimento marmoreo nel portico del piano terreno. Esso copre una superficie di 350 m² utilizzando le tecniche dell'opus sectile e dell'opus tessellatum. I motivi geometrici che compongono la decorazione si ispirano alle pavimentazioni medievali delle chiese della laguna veneta come la basilica di San Marco a Venezia, la basilica dei Santi Maria e Donato a Murano e la cattedrale di Santa Maria Assunta a Torcello. Molti sono però anche i punti di contatto con le decorazioni cosmatesche del XII e XIII secolo. Sono presenti anche temi desunti dal repertorio decorativo bizantino. Giorgio Franchetti disegnò personalmente le geometrie della pavimentazione e si impegnò anche nella sua realizzazione materiale. Da sottolineare è il fatto che per tale opera Franchetti scelse di non utilizzare marmi e pietre di cavatura moderna, ma di utilizzare le tipologie più note e preziose fin dall'antichità romana, tra cui il porfido rosso antico, il serpentino, il cipollino verde, il giallo antico, il pavonazzetto, il verde antico, il marmo luculleo e molti altri.

## Il museo

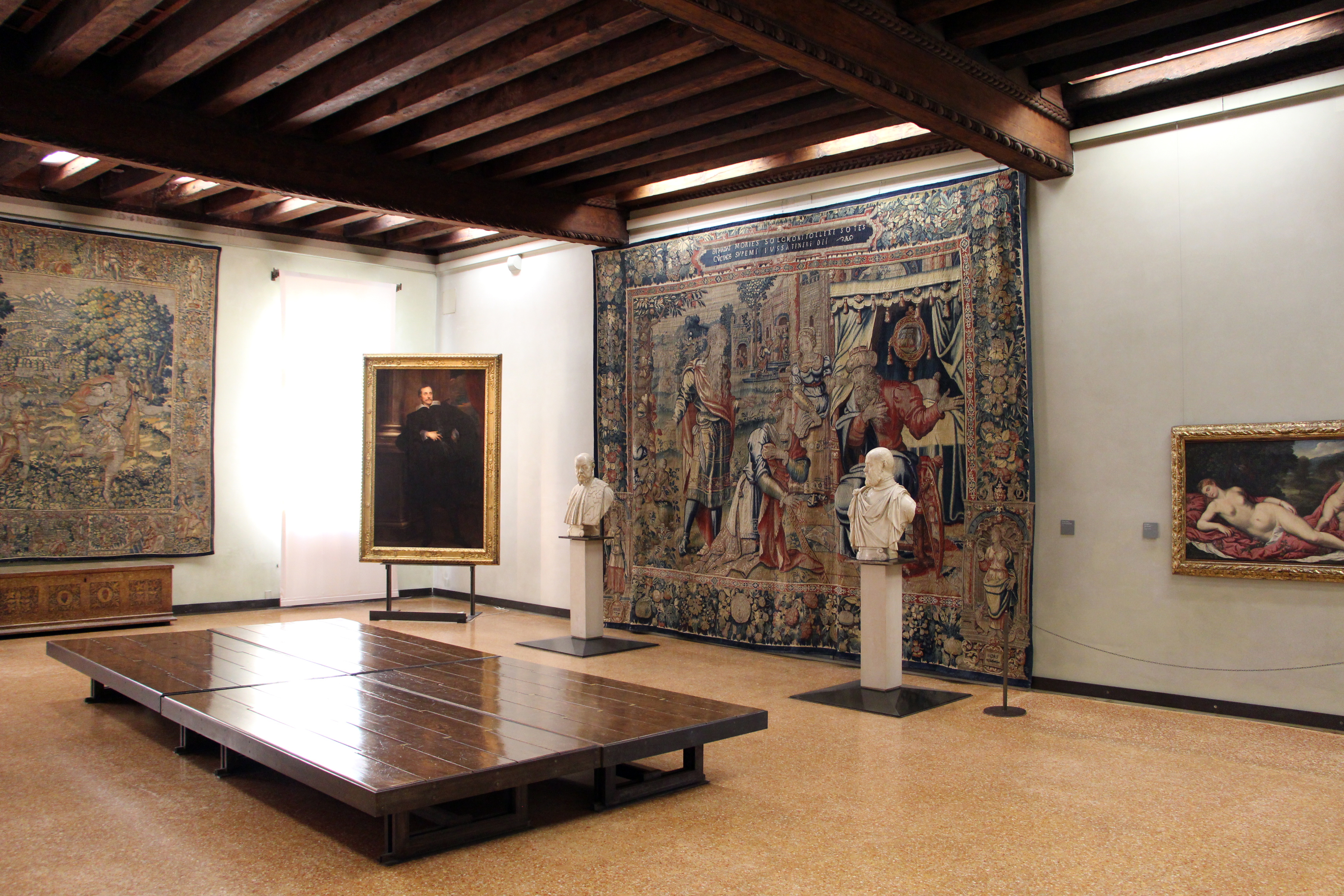
Una sala espositiva al secondo piano dell'edificio

La galleria ospita la collezione di opere d'arte raccolta da Giorgio Franchetti nella sua vita. In seguito alla donazione allo Stato italiano avvenuta nel 1916 e in vista dell'allestimento del museo, alla collezione Franchetti furono affiancate alcune raccolte statali da cui provengono la maggior parte dei bronzi e delle sculture esposte, oltre a numerosi dipinti veneti e fiamminghi.
Tra le opere di maggior pregio vi sono il San Sebastiano di Andrea Mantegna, il Ritratto di Marcello Durazzo di Antoon van Dyck, il Doppio ritratto di Tullio Lombardo, la Venere allo specchio di Tiziano, due vedute di Francesco Guardi, la Crocifissione di Jan van Eyck, la Venere dormiente di Paris Bordone e ciò che resta degli affreschi di Tiziano dipinti sulla facciata laterale del Fondaco dei Tedeschi, tra cui spicca la Giuditta. Di Vittore Carpaccio e bottega sono i tre teleri con le Storie della Vergine provenienti dalla Scuola degli Albanesi.
Oltre alle sale espositive, il museo ospita vari laboratori per la conservazione e il restauro di opere d'arte.